# مهندسی حفاری
مهندسی حفاری (به انگلیسی: Drilling engineering) شاخه‌ای از مهندسی نفت می‌باشد که عملیاتی نظیر حفاری، مهندسی گل حفاری، برنامه‌ریزی و استقرار دکل حفاری را بر عهده دارد. فعالیت این گروه از متخصصان بعد از عملیات اکتشاف نفت شروع و منجر به استخراج نفت توسط بهره‌برداران می‌شود. مهندسی حفاری یکی از سخت‌ترین، پرخطرترین و البته پردرآمدترین مراحل در طی عملیات استخراج نفت می‌باشد.

## انواع حفاری
- حفاری انحرافی

حفاری انحرافی عبارت از فرایند هدایت چاه به یک هدف از پیش تعیین شده و در امتداد یک مسیر مشخص است. کنترل انحراف چاه نیز به فرآیندی تلقی می‌شود که طی آن، چاه در حال حفاری در یک محدودهٔ مشخص شده از لحاظ زاویهٔ شیب، انحراف به افقی از حالت عمودی یا هر دو؛ تحت کنترل نگه داشته می‌شود.
تنها راه حفاری چاه‌های عمودی استفاده از کشتی‌های شناور یا سکوهای حفاری است که پس از حفاری چاه‌ها، باید آن‌ها را از کف دریاچه یا از سکوی بهره‌برداری ثابت یا شناور تکمیل کرد. چنین اقدامی از لحاظ اقتصادی بسیار پر هزینه است و این در حالی است که با استفاده از دک لهای خشکی استاندارد و حفاری چا ه‌های انحرافی عملیات بسیار مقرون به صرفه تر خواهد بود. در برخی از شرایط نیز چاره‌ای به غیر از حفاری چا ه‌های انحرافی وجود ندارد. برای مثال، گاهی اوقات دریاچه تنها منبع آب آشامیدنی در منطقه بوده و محدودیت‌های محیط زیستی مانع استفاده از کشتی‌های تولید انرژی و تجهیزات دکلهای حفاری فراساحلی و بهره‌برداری می‌شود. اخیراً، از نظر اقتصادی حفاری چاه‌های انحرافی بسیار پر انگیزه شده‌است. عملیات حفاری انحرافی، تجهیزات و گروه مخصوصی از افراد که حفاران انحرافی نامیده می‌شوند، برای اولین بار در میادین فراساحلی نفتی کالیفرنیا به صنعت نفت معرفی شدند. اکتشافات بعدی نفت و گاز در خلیج مکزیک و در سایر کشورها منجر به ترویج کاربرد توسعه یافتهٔ حفاری انحرافی شد. یکی از پرکاربردترین زمینه‌های استفاده از تکنیک حفاری انحرافی، در توسعهٔ میادین فراساحلی نفتی می‌باشد.
- حفاری فرو تعادلی  که فشار ستون گل کمتر از فشار سیال درون سازند در حال حفاری است و جریان سیال سازند به درون چاه برقرار است.(به انگلیسی: UNDER BALANCE)
- حفاری فرا تعادلی (به انگلیسی: OVER BALANCE)

## چاه‌های مختلف در مهندسی حفاری
- چاه تزریق

چاهی است که برای تزریق گاز یا هوا یا بخار آب به درون چاه برای افزایش برداشت استفاده می‌شود.
- چاه اکتشافی
- چاه کشنده
- چاه مشاهده‌ای
- چاه تولیدی

چاهی است که برای تولید در مخزن ایجاد می‌گردد.
- چاه توسعه‌ای

## تجهیزات حفاری
- تجهیزات سیمانکاری